# Capitalismo comercial

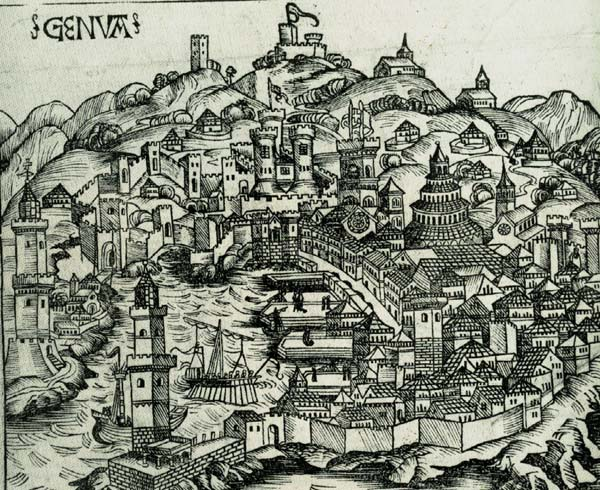
Vista de Génova, c. 1490.

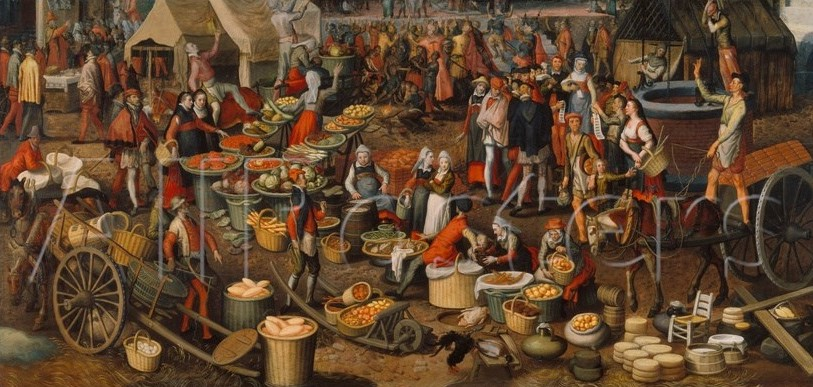
Mercado, de Pieter Aertsen, ca. 1850.

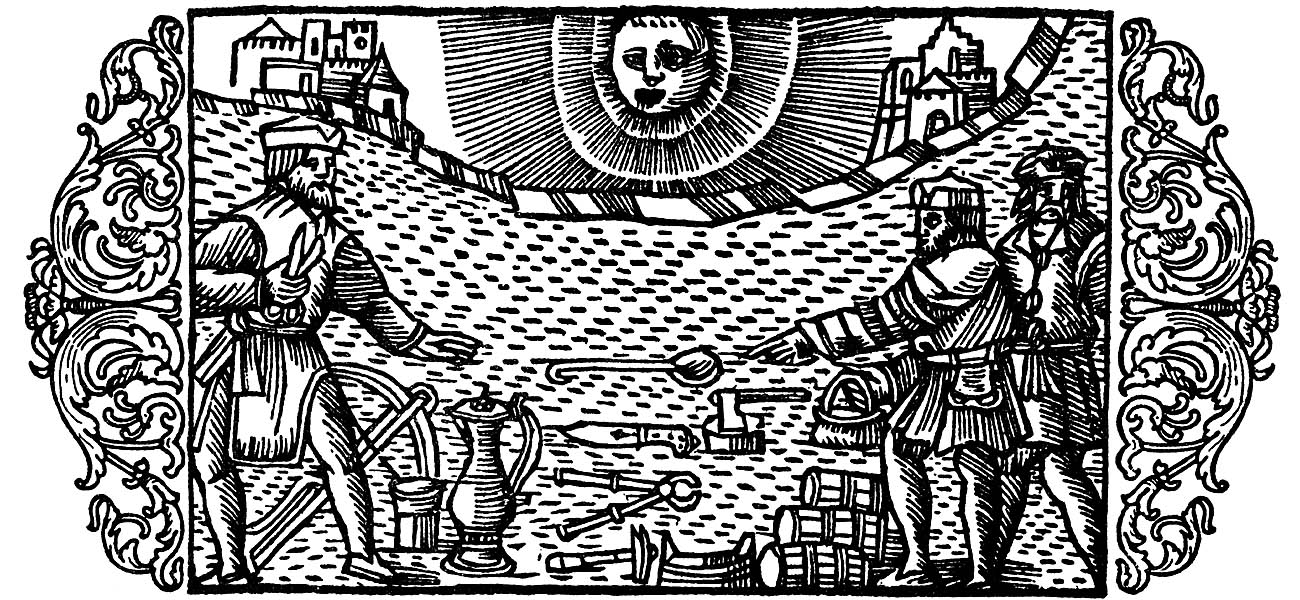
Mercado sobre el río Fyrisån helado en Uppsala, ilustración de Historia de gentibus septentrionalibus, de Olaus Magnus, 1555.

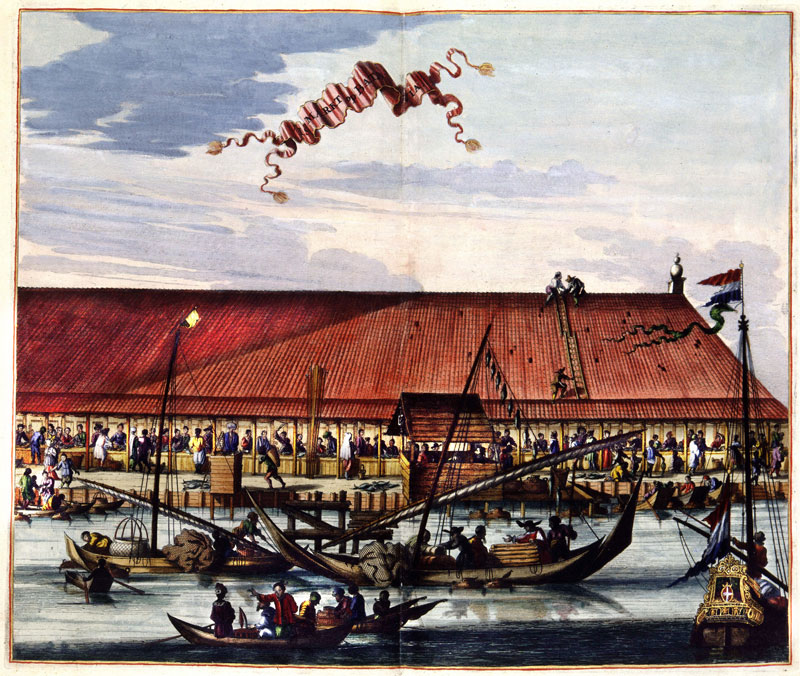
Mercado de pescado de Batavia del.

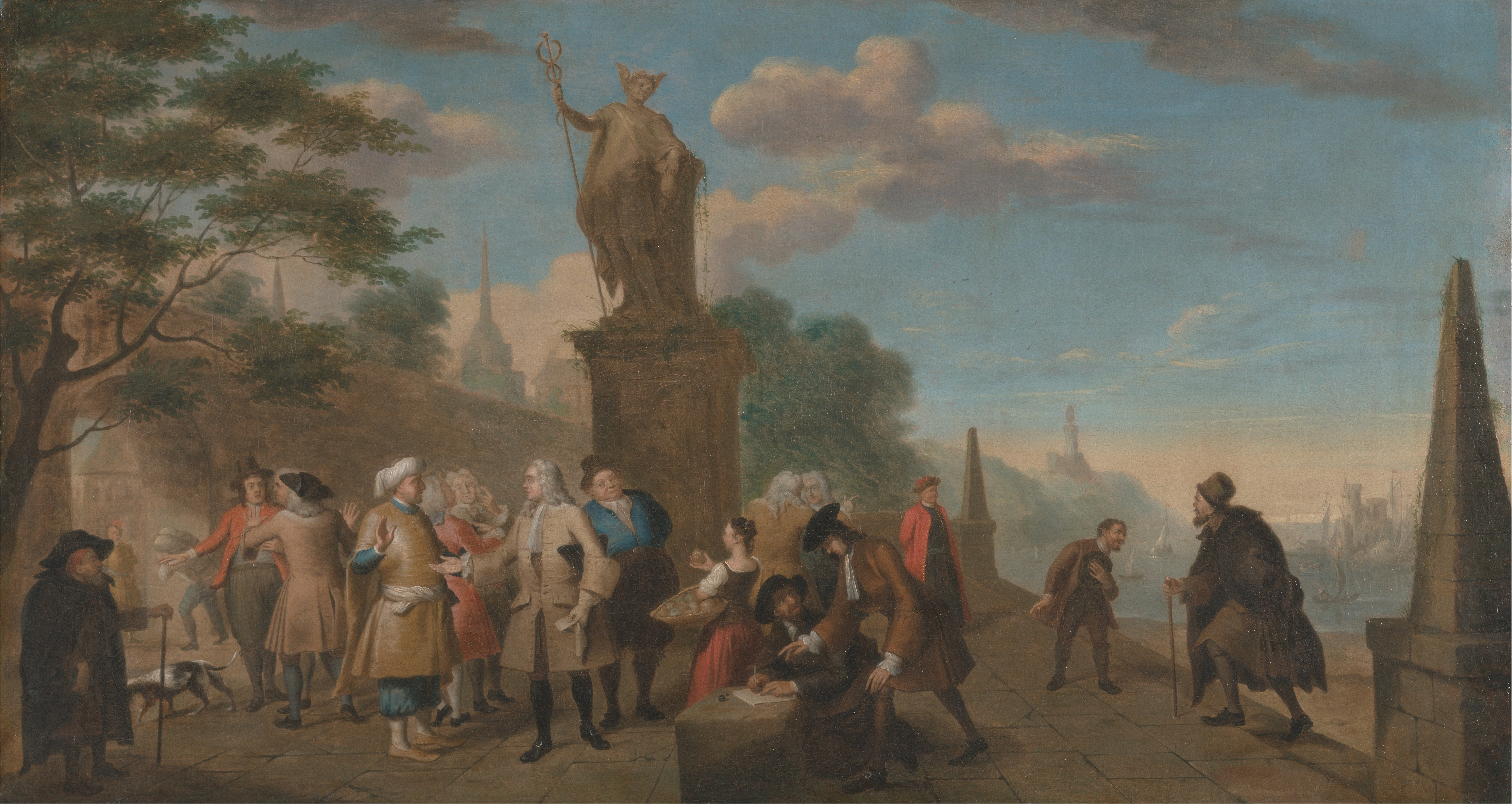
Alegoría del comercio, de John Theodore Heins, 1743.

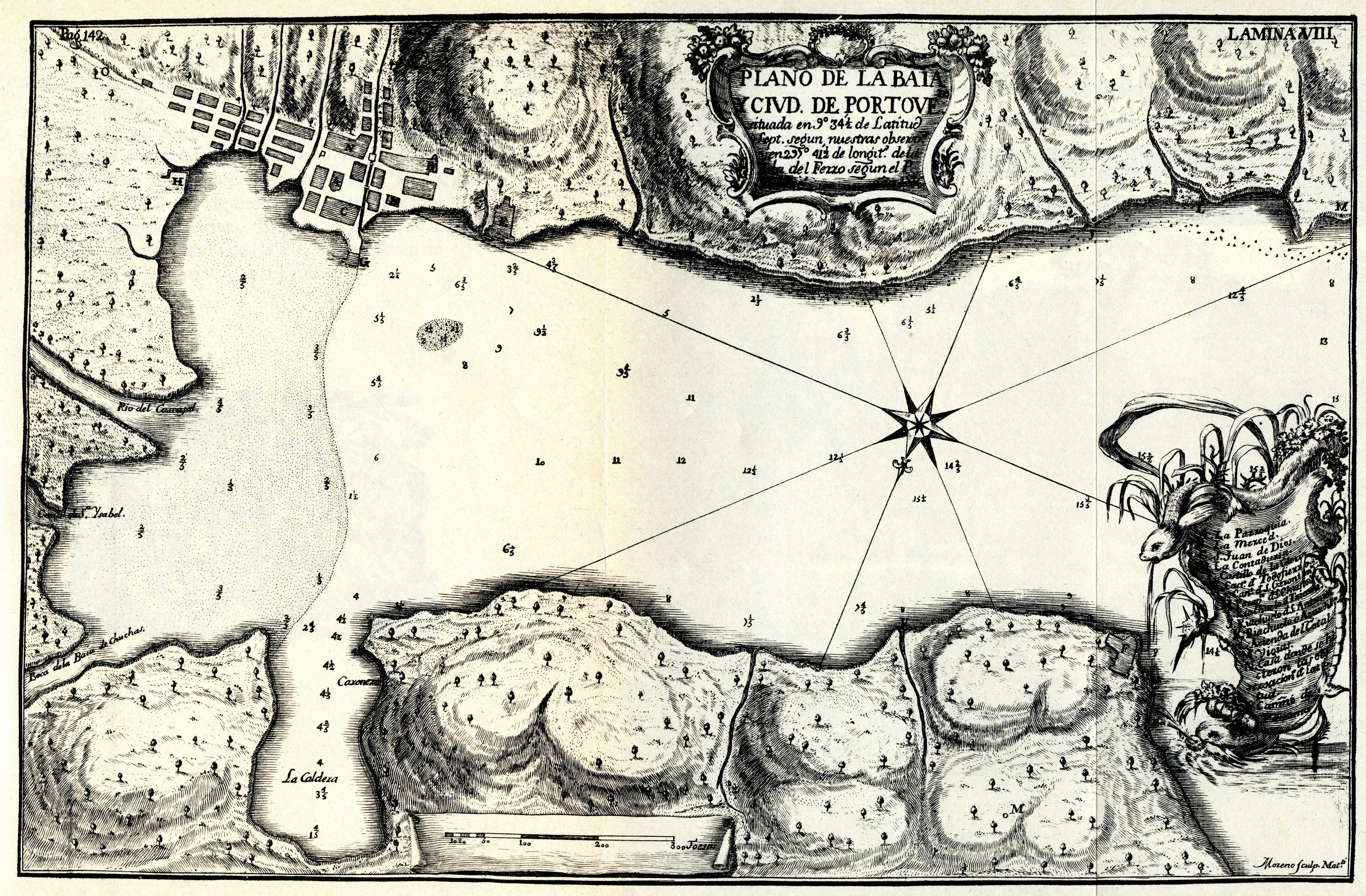
Plano de Portobelo, 1748. La feria de Portobelo fue la principal plaza del comercio americano con Europa entre los siglos y. En Europa fueron los puertos de Sevilla (luego Cádiz), Lisboa, Amberes, Ámsterdam y Londres.

Capitalismo comercial o capitalismo mercantil son expresiones historiográficas que definen la primera fase en el desarrollo del capitalismo como sistema económico y social (en términos del materialismo histórico o marxismo, como modo de producción -modo de producción capitalista-) en Europa entre el siglo XV y el siglo XVIII.
Aunque pueden verse formas tempranas de capitalismo comercial en la vida cotidiana economía de la Antigua Roma (desde el siglo II a. C.) o en la economía del islam medieval (desde el siglo IX d. C.); lo que resultó clave fue el desarrollo de una burguesía de artesanos y mercaderes en las ciudades medievales de Europa occidental y central (ciudades-estado italianas, alemanas, flamencas, hanseáticas, etc. -Henri Pirenne las denominaba "islas en el océano feudal"-), precariamente en la Alta Edad Media y con gran vigor a partir de la llamada revolución del siglo XII, que con el tiempo, incluso beneficiándose de algunas de las consecuencias de la crisis del siglo XIV, se convirtió en una fuerza social y económica suficiente como para ser tenida en cuenta en el propio gobierno de las ciudades (primeras "revoluciones burguesas", patriciado urbano) y en el caso de las monarquías feudales que se acabaron convirtiendo en monarquías autoritarias y primeros Estados-nación, en uno de sus principales soportes (mediante el pago de impuestos a las nacientes Haciendas reales, su intervención como funcionarios o letrados en las nacientes burocracias y su representación política en los parlamentos medievales -Cortes de los reinos hispano-cristianos, Parlamento inglés, Estados Generales de Francia-).
En Europa, el capitalismo mercantil se convirtió en una fuerza económica importante en el Siglo XVIII. La era mercantil llegó a su fin en el siglo XVIII, dando paso al capitalismo industrial.
En la Edad Moderna, a partir de la era de los descubrimientos de los siglos XV y XVI, y con el establecimiento de los primeros imperios globales que expandieron su colonización a través de las rutas oceánicas (Imperio portugués, Imperio español, Imperio neerlandés, Imperio inglés, Imperio francés), integrando por primera vez el mundo entero en lo que se ha denominado "economía-mundo capitalista" (Fernand Braudel, Immanuel Wallerstein), el capitalismo mercantil se convirtió en una fuerza económica significativa.
La era mercantil del capitalismo puede considerarse culminada en el siglo XVIII, y sustituida a comienzos del siglo XIX por la nueva era del capitalismo industrial, a partir de la Revolución industrial. No obstante, las formas del capitalismo mercantil pervivieron en determinadas zonas, como el sur de Estados Unidos, donde la economía esclavista de plantación restringió el desarrollo del capitalismo comercial (limitando el mercado de bienes de consumo) e impidiendo la legislación económica propuesta por los legisladores del norte (reforma monetaria y bancaria, ferrocarril transcontinental, incentivos para los asentamientos en el Oeste) para integrar las economías de los Estados y asegurar el crecimiento del capitalismo industrial.
El capitalismo mercantil se distingue del "capitalismo maduro" por su falta de industrialización y desarrollos financieros. Las empresas mercantiles pueden respaldarse por un número relativamente bajo de inversores privados, que actúan como intermediarios entre los simples productores de bienes e intercambian entre sí el crédito. No obstante, el capitalismo mercantil es un paso imprescindible para la acumulación originaria de capital necesaria para la consolidación del capitalismo como modo de producción. En esa acumulación originaria, las operaciones comerciales llegan a reunir suficiente capital y fuerza de trabajo como para hacer la industrialización posible, lo que es la precondición necesaria para la transformación del capitalismo comercial en capitalismo industrial.
También aparece el mercantilismo que es la teoría que dice que las riquezas de un país vienen de sus metales preciosos.